# کوخه شکار

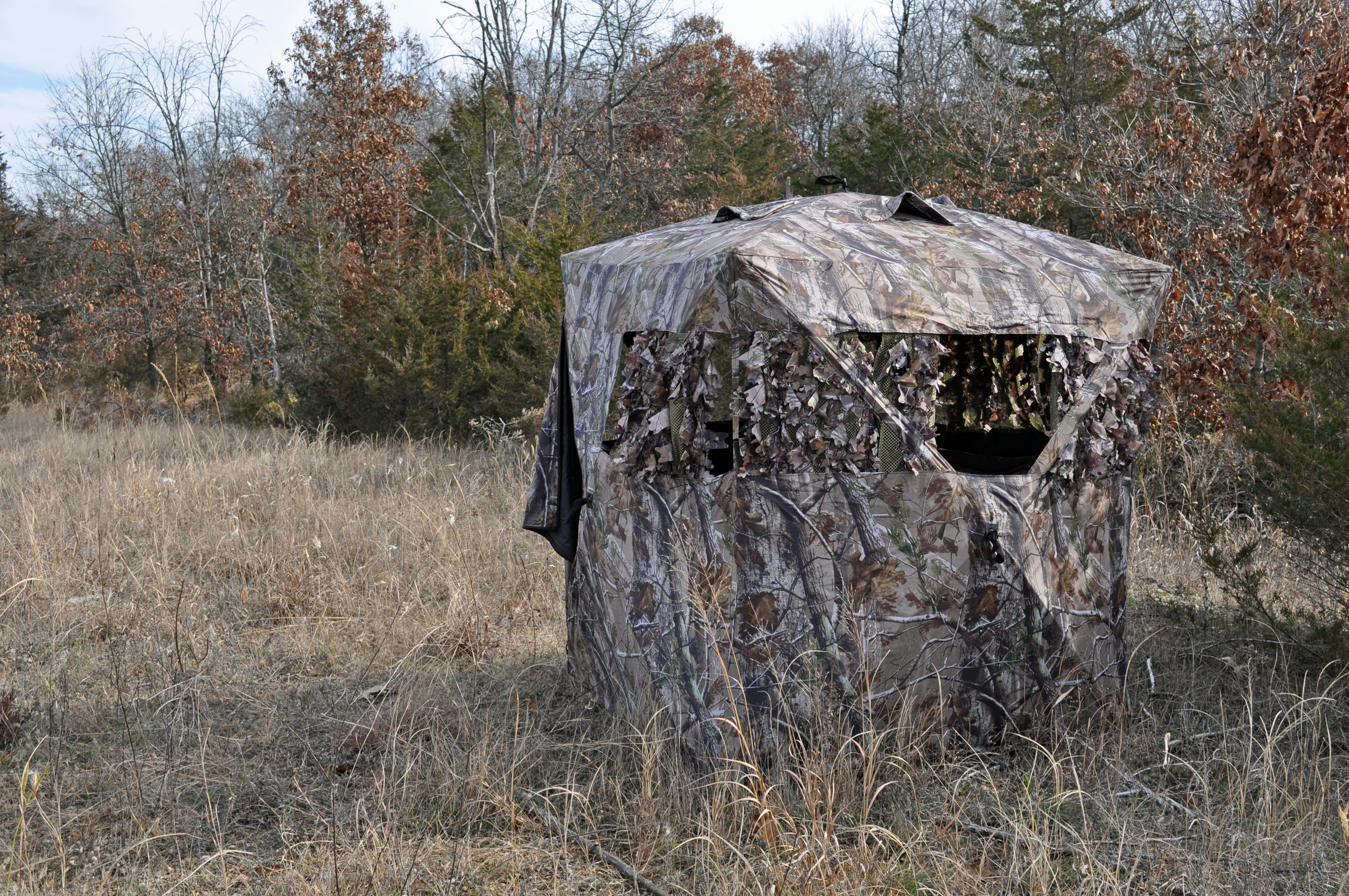
کوخه به سبک در بازشو

کوخه شکار، پوست یا ماچان یک وسیله پنهانی یا پناهگاه برای شکارچیان یا شکارداران است که برای کاهش احتمال شناسایی توسط جانوران طراحی شده‌است. انواع پرده برای موقعیت‌های مختلف وجود دارد، مانند کوخه گوزن و کوردید مرغابی. برخی از آنها بسیار ساده هستند، در حالی که برخی دیگر پیچیده هستند. قانونی بودن انواع کوخه ممکن است بسته به فصل، ایالت و مکان متفاوت باشد.
کوخه‌ها ممکن است ثابت یا متحرک باشند. کور اولیه‌ای که شکارچیان از آن استفاده می‌کردند یک لباس خروس بود، تکه‌ای از بوم که روی قابی مانند بادبادک کشیده شده بود که به شکارچیان اجازه می‌داد تا به قرقاول‌ها نزدیک شوند و آنها را از سوراخی در پارچه شلیک کنند.
کوخه‌های زمینی جایگزینی برای پایه درختان سنتی هستند. جابجایی در یک زمین کوخه با طراحی خوب عملاً توسط شکار غیرقابل تشخیص است.
دیگر کوردیدهای ساده عبارتند از بالا رفتن از درخت، معمولاً با تجهیزات مخصوص کوهنوردی و با نوعی صندلی، یا با قاب محصورشده با گیاه. در هند سکوی شکار روی درخت در هنگام شیکار به نام ماچان معروف است.